# Upstate New York

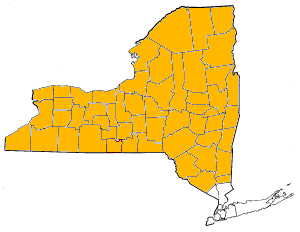
Orange: Upstate New York; weiß: Downstate New York

Unter Upstate New York versteht man denjenigen Teil des US-Bundesstaates New York, der sich weder dem Großraum New York City noch Long Island zurechnen lässt.
New York City und Long Island werden – in begrifflicher Opposition zu Upstate – manchmal als „Downstate“ bezeichnet.

## Definition
„Upstate“ und „Downstate“ New York sind durch keine eindeutige oder amtliche Grenze geschieden. Häufig wird der Begriff „Upstate“ herangezogen, um alle Teile des Bundesstaates New York jenseits von New York City und Long Island zu bezeichnen. Meist jedoch werden auch diejenigen Regionen Downstate zugerechnet, die zwar außerhalb von New York City liegen, aber sich dennoch im Einflussbereich der Stadt befinden und/oder erhebliche Zahlen an Berufspendlern aufweisen, die täglich zur Arbeit nach New York City fahren. Dies betrifft vor allem Westchester County und Rockland County, in zunehmendem Umfang jedoch auch Putnam County, Orange County und Dutchess County.
Die am weitesten anerkannte Grenze zwischen Upstate und Downstate ist jene, welche die Vorstadt von den außerstädtischen Gebieten scheidet. Dieser Definition nach sind folgende Regionen nicht Upstate New York zuzurechnen:
- New York City
- Long Island
- der größte Teil von Westchester County (ohne Peekskill und das nördlichste Viertel)
- der größte Teil von Rockland County (ohne das nordwestliche Ende)

## Bevölkerung und Fläche
Wenn man von der Gesamtbevölkerung des Bundesstaats New York (18.976.457) die Bewohner von New York City, Long Island und der Vorstadtregionen von Westchester County und Rockland County abzieht, ergibt sich für Upstate New York eine Einwohnerzahl von circa 6.000.000. An der ethnischen Struktur von Upstate New York ist vor allem der hohe Anteil der weißen Bevölkerung auffällig; er beträgt 88,2 % (Downstate: 56,1 %). Nur 7,0 % der Bewohner von Upstate sind Farbige (Downstate: 21,1 %); noch stärker unterrepräsentiert sind Asiaten (1,5 %; Downstate: 7,8 %). (Stand: Volkszählung 2000)
Die Fläche von Upstate New York beträgt bei dieser Grenzziehung 130.736 km² (Downstate: 10.344 km²).

## Geographie

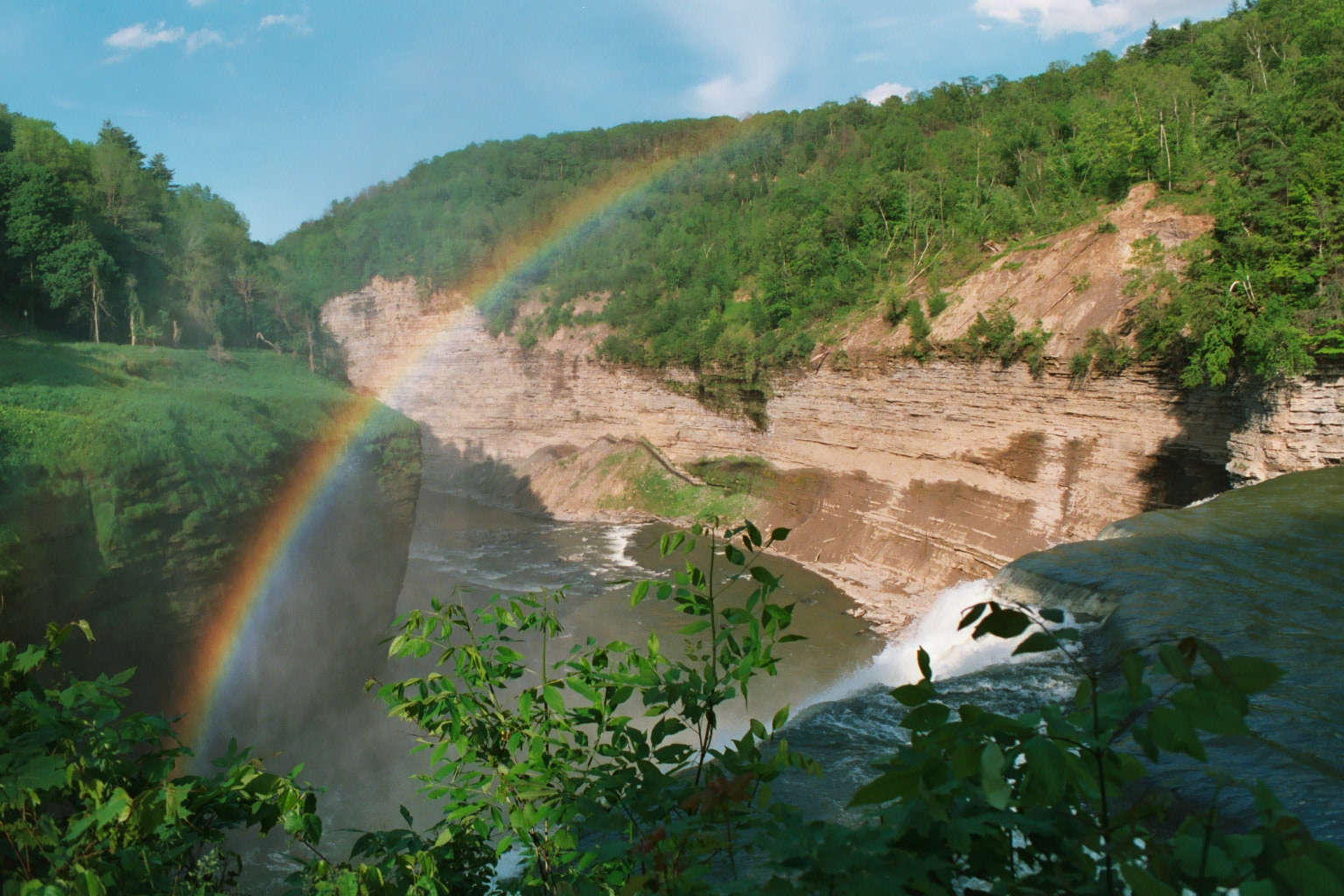
Letchworth State Park, westlich der Kleinstadt Dansville in Upstate New York

In Upstate New York liegen die Oberläufe und Quellen des Delaware River, des Susquehanna River und des Hudson River. Das Landschaftsbild der Region ist vom stark hügeligen Allegheny-Plateau,
von Bergketten (Adirondack Mountains, Catskills, Shawangunk Mountains) und großen Seen (Finger Lakes, Oneida Lake, Great Sacandaga Lake) geprägt. Von der benachbarten kanadischen Provinz Ontario ist die Region durch den Eriesee, den Niagara River, den Ontariosee und den Sankt-Lorenz-Strom getrennt. Von der kanadischen Provinz Québec ist sie durch eine Landgrenze geschieden. Die Grenze zum östlich benachbarten Bundesstaat Vermont wird zum Teil durch den Lake Champlain markiert.

## Geschichte
Vor dem Beginn der weißen Besiedelung wurde das Gebiet westlich des Hudson Rivers von den Haudenosaunee bewohnt, einer Gruppe von Völkern, die zur irokesischen Sprachgemeinschaft gehörten. Östlich des Hudson lebten Völker, die Algonkin sprachen. Zwischen beiden Gruppen bestanden Konflikte, die sich nach der Ankunft der europäischen Siedler entluden.
Die Region war ein Hauptschauplatz der französischen Kolonisation, und im oberen Tal des Hudson River trieben niederländische Siedler einen regen Pelzhandel. Während des Franzosen- und Indianerkrieges (1754–1763) fanden hier zahlreiche Auseinandersetzungen zwischen den Briten und Franzosen statt, wobei die Briten mit den Haudenosaunee und die Franzosen mit den Algonkin verbündet waren. James Fenimore Cooper hat viele dieser Ereignisse in seinem Romanwerk festgehalten.
Während des Amerikanischen Unabhängigkeitskrieges (1775–1783) war Upstate New York Schauplatz weiterer Konflikte, darunter die Schlacht von Saratoga (1777), die von vielen Historikern als die entscheidende Schlacht dieses Krieges angesehen wird. Während New York City fast während des ganzen Kriegsverlaufes in britischer Gewalt blieb, hatten in Upstate die Kolonialstreitkräfte die Oberhand. Für die Haudenosaunee (Irokesen) wurde dieser Krieg zum Bürgerkrieg, in dem sich die Mohawk, Cayuga, Onondaga und Seneca mit den Briten verbündeten, während die Oneida auf der Seite der Revolutionäre kämpften. Der 1794 unterzeichnete Vertrag von Canandaigua sicherte den Haudenosaunee Landrechte in der Region zu, die durch weitere Verträge jedoch ausgehöhlt wurden.
Ein drittes Mal wurde Upstate New York während des Britisch-Amerikanischen Krieges (1812–1814) zum Schauplatz militärischer Auseinandersetzungen, wobei u. a. Sackets Harbor und Fort Niagara Ziele britischer Überraschungsangriffe wurden.
Ein Meilenstein für die wirtschaftliche Entwicklung der Region war die Eröffnung des Eriekanals, die nach achtjähriger Bauzeit 1825 erfolgte. Der Eriekanal stellte eine Verbindung des Eriesees mit dem Hudson River her und ermöglichte damit Schifffahrt zwischen den Großen Seen und dem Atlantik.
Dennoch blieb Upstate New York im Vergleich zu anderen Regionen abgeschieden und zog damit in der zweiten Hälfte des 19. Jahrhunderts zahlreiche religiöse Sekten an, die durch ihre Lehrsätze häufig in Konflikt sowohl mit der alteingesessenen Bevölkerung als auch mit den Behörden gerieten. Der Erweckungsprediger Charles Grandison Finney prägte in dieser Zeit, die im Englischen „Revivalism“ genannt wird, ein Schlagwort, mit dem Upstate New York als „Burned-over district“ charakterisiert wurde: als Region, die so vollständig evangelisiert sei, dass kein „Brennstoff“ (unbekehrtes Menschenmaterial) mehr für weitere Bekehrungen geblieben sei. Einige dieser religiösen Gruppierungen – wie die Mormonen, die Siebenten-Tags-Adventisten und die Spiritualisten – haben sich bis ins 21. Jahrhundert erhalten.

## Wirtschaft und Kultur

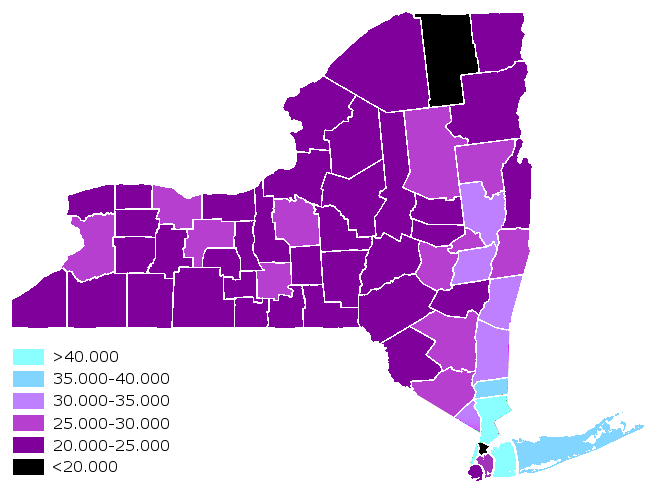
Mittleres Pro-Kopf-Einkommen (US-Dollar) in den 62 Countys von New York (Stand: 2010)

Der größte Teil von Upstate New York besteht aus weitläufigen Wald- und landwirtschaftlichen Gebieten, die nur durch wenige größere Städte durchbrochen werden und deren wirtschaftliche Situation seit dem Ende des Kalten Krieges schlecht ist. Weite Teile von Upstate zählen seitdem zum Rust Belt. So steht Upstate New York in scharfem Gegensatz zum Großraum New York City, wobei das Hudson Valley (Dutchess County, Putman County und Orange County) als Teil der Agglomeration von New York City gilt und eine Tendenz zum wirtschaftlichen Aufschwung zeigt.
Auch in kultureller Hinsicht wird Upstate New York meist – vor allem von den Einwohnern von New York City – als Ödland eingeschätzt. Tatsächlich gibt es hier jedoch eine ganze Anzahl kleinerer Kulturstandorte, die eine Kunstszene, Theater, Opernhäuser, Programmkinos und anderes mehr bieten und die Menschen jeglicher Hautfarbe anziehen. Dazu zählen vor allem Universitätsstädte wie Ithaca, Binghamton, Rochester, Albany, Buffalo und Geneseo. Touristisch besonders nachgefragt sind die Städte Niagara Falls und Corning.
Zu den größten Arbeitgebern in Upstate New York zählen:
- Entwicklung und Produktion
  - Corning Inc. (26.200 Mitarbeiter)
  - Bausch & Lomb (Rochester, 12.400)
  - MOOG (East Aurora, 10.976)
  - Kodak (Rochester, 1.640 Stand Ende 2016[1])

- Hochschulen
  - Colgate University (Hamilton)
  - SUNY Poly College of Nanoscale Science and Engineering (Albany)
  - Cornell University (Ithaca, 11.199)
  - Culinary Institute of America (Hyde Park)
  - Ithaca College
  - Syracuse University
  - University of Rochester

- Vertrieb und Einzelhandel
  - Wegmans (Rochester, über 44.000)
  - Price Chopper (Schenectady, 24.000)
  - Constellation Brands (Victor, 7.500)

- Dienstleister
  - Paychex (Rochester, 12.700)
  - Albany Medical Center (über 8.000)

## Städte und Regionen
Die größten Städte in Upstate New York sind:
| - Buffalo (261.325 Einwohner) - Rochester (210.756) - Syracuse (145.196) - Albany (97.856) - Schenectady (66.135) - Utica (62.235) - Niagara Falls (50.193) - Troy (50.129) - Binghamton (47.376) - Poughkeepsie (32.736) | - Rome (32.725) - Jamestown (31.146) - Elmira (29.200) - Ithaca (30.014) - Watertown (27.023) - Saratoga Springs (26.586) - Kingston (23.893) - Plattsburgh (19.989) - Cortland (19.204) - Amsterdam (18.620) | - Oswego (18.142) - Lackawanna (18.141) - Cohoes (16.168) - Gloversville (15.665) - Beacon (15.541) - Batavia (15.465) - Tonawanda (15.130) - Glens Falls (14.700) - Olean (14.452) - Oneonta (13.901) |

(Einwohnerzahlen gemäß US-Zensus 2010)
Upstate New York wird in folgende Regionen untergliedert:
- „Holland Purchase“ (Region im äußersten Nordwesten)
- Western New York (Region um Buffalo; manchmal wird auch Rochester dazugerechnet)
- Finger Lakes
- Southern Tiers (Region um Corning und Binghamton)
- Central New York (Region um Syracuse)
- Mohawk Valley (Region um Rome und Utica)
- North Country (Region im äußersten Nordwesten)
- Adirondack Mountains
- Capital District (Region um die Hauptstadt Albany)
- Catskill Mountains
- Shawangunk Ridge (Region westlich des Hudson Valley)
- Hudson Valley (Region im äußersten Südosten)

## Upstate New York in Literatur und Film
Im Osten von Upstate – am Otsego Lake, am Susquehanna River und am Mohawk – sind die ersten vier Romane von James Fenimore Coopers Lederstrumpf-Zyklus (1823–1841) angesiedelt. Der größte Teil von Theodore Dreisers Roman Eine amerikanische Tragödie (1925) spielt in Upstate in der fiktiven Stadt Lycurgus; Vorbild war vielleicht Johnstown.
Frank Capras Spielfilm Ist das Leben nicht schön? (1946) spielt in einer fiktiven Stadt in Upstate New York, deren reales Vorbild vermutlich Seneca Falls war.